# Байрацька сільська рада (Липоводолинський район)
Байрацька сільська́ ра́да — орган місцевого самоврядування в Липоводолинському районі Сумської області. Адміністративний центр — село Байрак.

## Загальні відомості
- Населення ради: 934 особи (станом на 2001 рік)

## Населені пункти
Сільській раді були підпорядковані населені пункти:
- с. Байрак
- с. Довга Лука
- с. Липівське

## Склад ради
Рада складалася з 14 депутатів та голови.
- Голова ради: Самілик Валентина Григорівна
- Секретар ради: Карпенко Надія Миколаївна

### Керівний склад попередніх скликань
| Прізвище, ім'я, по батькові  | Основні відомості                                    | Дата обрання | Дата звільнення |
| ---------------------------- | ---------------------------------------------------- | ------------ | --------------- |
| Мельник Микола Григорович    | Сільський голова, 1963 року народження, безпартійний | 26.03.2006   | 31.10.2010      |
| Самілик Валентина Григорівна | Сільський голова, 1963 року народження, освіта вища  | 31.10.2010   |                 |

Примітка: таблиця складена за даними сайту Верховної Ради України